# Ornithogalum divergens
Ornithogalum divergens — вид рослин з родини холодкових (Asparagaceae), поширений у Європі, північно-західній Африці, західній Азії.

## Опис
Багаторічник, стебла заввишки до 30 см, листя до 8 мм завширшки, трохи довше від суцвіття, з білою середньою смугою. Насіння ± кулясте, 13–1.7 x 1.4–1.6 мм. 2n = 18, 42, 54.

## Поширення
Поширений у західній половині Європи від Португалії до Молдови, у північно-західній Африці, західній Азії.